# Ѝ
Ćirilično slovo Ѝ  ѝ (hrvatski I ) nalazi se u bugarskom i makedonskom jeziku.